# Bhodaha
Bhodaha (en népalais : भोडाहा) est un comité de développement villageois du Népal situé dans le district de Bara. Au recensement de 2011, il comptait 6 824 habitants.